# Ernst Reichle
Ernst Reichle (* 23. September 1879 in Cannstatt; † 10. September 1948 in Geislingen an der Steige) war ein württembergischer Landtagsabgeordneter.

## Leben und Werk
Der Sohn eines Zimmermanns machte eine Mechanikerlehre. Bis 1913 arbeitete er als Mechaniker und Werkzeugmacher. Von 1913 bis 1921 war er als Gewerkschaftssekretär Geschäftsführer des Metallarbeiterverbands in Göppingen und von 1921 bis 1933 in Geislingen an der Steige. Zwischen 1933 und 1945 liegt sein Lebensweg im Dunkeln, er wurde verhaftet und im KZ Heuberg sowie im Garnison-Arresthaus in Ulm festgesetzt. Vom 26. April 1945 bis 1946 war er von der US-Militärregierung eingesetzter kommissarischer Oberbürgermeister von Geislingen. 

## Politik
Von 1914 bis 1921 war Ernst Reichle Mitglied des Göppinger Gemeinderats.
1920 wurde er im Wahlkreis Göppingen-Geislingen in den ersten Landtag des freien Volksstaates Württemberg gewählt.